# 金光鴻
金光鴻，湖北人，北京著名維權律師、六四事件親歷者，原厦门大学讲师、原任職北京市合达律师事务所、京法律師事務所，曾经代理多宗法轮功及维权人士案件、發表《中國司法改革黑皮書》。

## 生平
2011年4月曾失蹤，被關押在看守所、精神病院，遭到酷刑毆打、被打針吃藥，獲釋後身體虛弱。后迁居美国。